# Conde (South Dakota)
Conde is een plaats (city) in de Amerikaanse staat South Dakota, en valt bestuurlijk gezien onder Spink County.

## Demografie
Bij de volkstelling in 2000 werd het aantal inwoners vastgesteld op 187.
In 2006 is het aantal inwoners door het United States Census Bureau geschat op 170, een daling van 17 (-9,1%).

## Geografie
Volgens het United States Census Bureau beslaat de plaats een oppervlakte van
1,5 km², geheel bestaande uit land. Conde ligt op ongeveer 403 m boven zeeniveau.

## Plaatsen in de nabije omgeving
De onderstaande figuur toont nabijgelegen plaatsen in een straal van 32 km rond Conde.